# Jyoti Gogte
Jyoti Gogte (marathi: ज्योती गोगटे)  (Bijapur, 26 de març de 1956) és una autora índia, destacant per la seva guia acadèmica de referència del 2014 Start Up & New Venture Management. És doctora en Finances per la Universitat de Pune. És una presidenta de l'Associació de Cricket de Dones de l'Índia i de la Federació de Netball de l'Índia. Ha rebut el premi Udyog Chakra de la Cambra de Comerç, Indústries i Agricultura de Mahratta.

## Obra
- Start Up & New Venture Management (2014)[9]